# 山西蒲公英
山西蒲公英（学名：Taraxacum licentii），为菊科蒲公英属下的一个植物种。